# 5570 Kirsan
5570 Kirsan este un asteroid din centura principală de asteroizi.

## Descriere
5570 Kirsan este un asteroid din centura principală de asteroizi. A fost descoperit pe 4 aprilie 1976 la Observatorul de Astrofizică din Crimeea de Nikolai Cernîh. El prezintă o orbită caracterizată de o semiaxă mare de 3,23 ua, o excentricitate de 0,07 și o înclinație de 10,8° în raport cu ecliptica.